# عثمان سامبا
عثمان سامبا (بالفرنسية: Ousmane Samba)‏ (16 أكتوبر 1988 بفرنسا - ) هو لاعب كرة قدم فرنسي في مركز الدفاع. لعب مع MFK Zemplín Michalovce ‏.

## وصلات خارجية
- عثمان سامبا على موقع قاعدة بيانات كرة القدم.إي يو (الإنجليزية)
- عثمان سامبا على موقع ناشيونال فوتبول تيمز (الإنجليزية)
- عثمان سامبا على موقع Soccerway.com (الإنجليزية)